# Jamba (Fluss)
Der Jamba ist ein linker Nebenfluss des Hawal in Nigeria.

## Verlauf
Der Fluss entspringt im Bundesstaat Adamawa westlich der Stadt Balda. Er fließt in nordwest-westlicher Richtung, bis er nach etwa 50 bis 60 km im Bundesstaat Borno in den Hawal mündet. In anderen Sprachen ist der Fluss auch unter dem Namen Zamba bekannt.